# 岡田為次
岡田 為次（おかだ ためつぐ、1895年（明治28年）2月19日 - 1947年（昭和22年）9月3日）は、日本の海軍軍人。最終階級は海軍少将。

## 経歴
奈良県出身。岡田藤四郎の息子として生まれる。1917年（大正6年）11月、海軍兵学校（45期）を卒業。席次は89名中17位。1918年（大正7年）8月、海軍少尉に任官。海軍砲術学校高等科で学んだ。1923年（大正12年）12月、戦艦「比叡」分隊長となり、ドイツ駐在、軍令部出仕、重巡洋艦「青葉」分隊長などを経て1930年（昭和5年）11月、海軍大学校（甲種28期）を卒業。
1930年12月に第1水雷戦隊参謀に就任し、軍令部参謀、第11戦隊参謀などを歴任する。1934年（昭和9年）11月、海軍中佐に昇進。1935年（昭和10年）3月、軍令部出仕となり、軍令部部員となる。（海軍軍令部条例の廃止にて部員と呼称変更）
二・二六事件の際、 海軍に対し、叛乱軍将兵が自身らの拠点に海軍将校を1名派遣することを要求してきた際に岡田が派遣された。これは、岡田中佐が岡田啓介内閣総理大臣と同じ苗字であることを利用して、「同じ苗字の大先輩へ弔問をしたい」として生存確認をするためであった。
その後、兼参謀本部部員、兼大本営海軍参謀、空母「龍驤」副長などを経て、1938年（昭和13年）11月に海軍大佐に進級した。
1938年12月、敷設艦「八重山」艦長となり、軍令部第1部第2課長兼大本営海軍参謀などを経て、1941年（昭和16年）9月、重巡「利根」艦長に発令され太平洋戦争を迎え、真珠湾攻撃、インド洋作戦、ミッドウェー海戦に参加。横須賀鎮守府付を経て、1942年（昭和17年）7月に空母「隼鷹」艦長に着任。第二航空戦隊司令官角田覚治少将の指揮の下、南太平洋海戦に参加した。1943年（昭和18年)  2月、空母「翔鶴」艦長に転任。11月、海軍少将に進級。その後、軍令部出仕、第4南遣艦隊参謀長、兼補給長、兼第104建設部長、第25根拠地隊司令官、軍令部出仕などを歴任。呉鎮守府参謀副長として終戦を迎えた。
1945年（昭和20年）10月に呉鎮守府参謀長となり、翌月予備役編入と同時に充員召集を受け、同年12月に呉地方復員局長官に就任。1946年（昭和21年）2月、第二復員省出仕となり、翌月充員召集解除となった。その後、第25根拠地隊司令官時代の捕虜処刑容疑により戦犯指定を受け、死刑判決を受ける。1947年（昭和22年）9月、日本からラバウルへ連行され、刑が執行された。